# Teufenbach
Teufenbach là một đô thị thuộc huyện Murau thuộc bang Steiermark, nước Áo. Đô thị Teufenbach có diện tích 3,43 km², dân số thời điểm năm 2005 là 760 người.